# 8450 Egorov
8450 Egorov eller 1977 QL1 är en asteroid i huvudbältet som upptäcktes den 19 augusti 1977 av den rysk-sovjetiske astronomen Nikolaj Tjernych vid Krims astrofysiska observatorium på Krim. Den har fått sitt namn efter Vsevolod Aleksandrovitj Jegorov (1930–2001).
Asteroiden har en diameter på ungefär elva kilometer och tillhör asteroidgruppen Padua.